# Goldtagebau Essakane
Der Goldtagebau Essakane ist ein Goldtagebau im Nordosten Burkina Fasos, auf der Grenze zwischen den Provinzen Oudalan und Séno.

## Geschichte
Die Lagerstätte wurde seit 1985 durch Waschen und Windsichten abgebaut, 1991 erhielt die Compagnie d’Exploitation des Mines d’Or du Burkina eine Konzession für das Gebiet. Zwischen 1992 und 1999 wurde mittels Haufenlaugung das von den Waschungen und Windsichtungen übriggebliebene Gestein bearbeitet. Das Unternehmen Coronation International Mining Corporation erhielt im Juli 2000 sechs neue Explorationslizenzen; das Projekt wurde im März 2002 an Orezone Resources veräußert. Im selben Jahr wurde ein Joint Venture mit Gold Fields gegründet, das 2006 die Leitung des Projekts übernahm. 2007 wurde eine Machbarkeitsstudie durchgeführt. Nach der Akquisition von Orezone Resources übernahm Iamgold im Februar 2009 das Management der Essakane-Mine. Seit 2010 wird das Gold kommerziell im Tagebau abgebaut.

## Geologie
Die Erze, die in der Essakane-Mine abgebaut werden, sind an einen paläoproterozoischen Grünsteingürtel gebunden. Die untersten Schichten setzen sich aus Gesteinen der Grünschieferfazies, wie gering metamorph veränderten Tonsteinen, Kalksteinen und vulkanoklastische Gesteinen sowie Konglomeraten und hellen Vulkaniten zusammen. Darüber wurden siliziklastische Metasedimente und Konglomerate abgelagert. Das Gold ist an Quarz-Karbonat-Adern gebunden, die einen asymmetrischen, Nordwest-vergenten Sattel durchziehen. Die höchsten Erz-Konzentrationen wurden im östlichen Teil des Sattels gemessen.

## Förderung
2019 produzierte der Essakane-Tagebau 409.000 Feinunzen Gold bei Produktionskosten von 1028 US-Dollar pro Unze.